# João Cantacuzeno (sebasto)

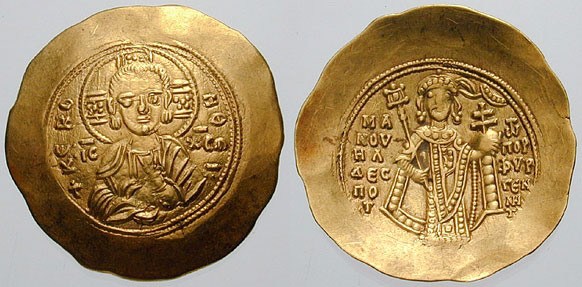
Hipérpiro de r.

João Cantacuzeno (m. 17 de setembro de 1176) foi um comandante militar e um membro precoce da família Cantacuzeno. Ele distinguiu-se nas campanhas de Manuel I Comneno (r. 1143–1180) contra os sérvios, húngaros e pechenegues nos anos entre 1150 e 1153. Foi durante estas campanhas que ele foi severamente ferido e perdeu os dedos de uma mão. Em 1155, foi enviado para Belgrado, onde frustrou o complô dos habitantes da cidade que pretendiam dá-la aos húngaros. Ele foi morto na batalha de Miriocéfalo lutando sozinho contra os turcos seljúcidas do Sultanato de Rum.
João é conhecido por ter estado presente nos concílios eclesiásticos ocorridos em Constantinopla em 1157, 1166 e 1170. Nos atos destes concílios ele é descrito como mantendo o posto de pansebasto sebasto. Ele foi casado com Maria Comnena, a filha de Andrônico Comneno, o irmão de Manuel I. Eles tiverem ao menos um filho, Manuel Cantacuzeno, que fez campanha contra os turcos com Andrônico Ângelo, mas depois ofendeu o imperador Manuel I, que o colocou na prisão, onde ele foi cegado.